# Tour de Suisse 1973
Die 37. Tour de Suisse fand vom 15. bis 22. Juni 1973 statt. Sie wurde in zehn Etappen und einem Prolog über eine Distanz von 1288,6 Kilometern ausgetragen. Der Prolog wurde als Mannschaftszeitfahren jedoch ohne Wertung für das Gesamtklassement ausgetragen. Die 3. Etappe wurde als Bergzeitfahren und die 10. Etappe als Einzelzeitfahren ausgetragen.
Gesamtsieger wurde der Spanier José Manuel Fuente. Die Rundfahrt startete in Zürich mit 80 Fahrern, von denen 51 Fahrer am letzten Tag in Olten ins Ziel kamen. Die Durchschnittsgeschwindigkeit des Siegers betrug 34,43 km/h.

## Etappen
| Etappe     | Tag      | Start – Ziel                  | km   | Etappensieger          | Gesamtwertung      |
| ---------- | -------- | ----------------------------- | ---- | ---------------------- | ------------------ |
| Prolog     | 15. Juni | Zürich (MZF)                  | 6    | Filotex                | Josef Fuchs        |
| 1. Etappe  | 16. Juni | Zürich – Hendschiken          | 215  | Sid Barras             | Sid Barras         |
| 2. Etappe  | 17. Juni | Hendschiken – Siebnen         | 98   | Willy De Geest         | Willy De Geest     |
| 3. Etappe  | 17. Juni | Siebnen – Sattelegg (BZF)     | 13   | Fabrizio Fabbri        | Fabrizio Fabbri    |
| 4. Etappe  | 18. Juni | Siebnen – Locarno             | 253  | Herman Van Springel    | Fabrizio Fabbri    |
| 5. Etappe  | 19. Juni | Locarno – Grächen             | 183  | José Manuel Fuente     | Fabrizio Fabbri    |
| 6. Etappe  | 20. Juni | Grächen – Meiringen           | 199  | José Manuel Fuente     | José Manuel Fuente |
| 7. Etappe  | 21. Juni | Meiringen – Bulle             | 146  | Gustaaf Van Roosbroeck | José Manuel Fuente |
| 7. Etappe  | 21. Juni | Le Locle – La Chaux-de-Fonds  | 146  | Gustaaf Van Roosbroeck | José Manuel Fuente |
| 8. Etappe  | 21. Juni | La Chaux-de-Fonds – Schupfart | 191  | Domingo Perurena       | José Manuel Fuente |
| 9. Etappe  | 22. Juni | Schupfart – Olten             | 97   | Roberto Sorlini        | José Manuel Fuente |
| 10. Etappe | 22. Juni | Olten EZF                     | 24,6 | Gösta Pettersson       | José Manuel Fuente |

1. ↑  Wegen Kälteeinbruchs wurde das Rennen in Bulle abgebrochen, und in Le Locle, neun Kilometer vor dem Ziel, neu gestartet. Der Sieger der Etappe gewann ausschließlich das letzte Teilstück.